# Tveta, Vista och Mo domsagas tingshus

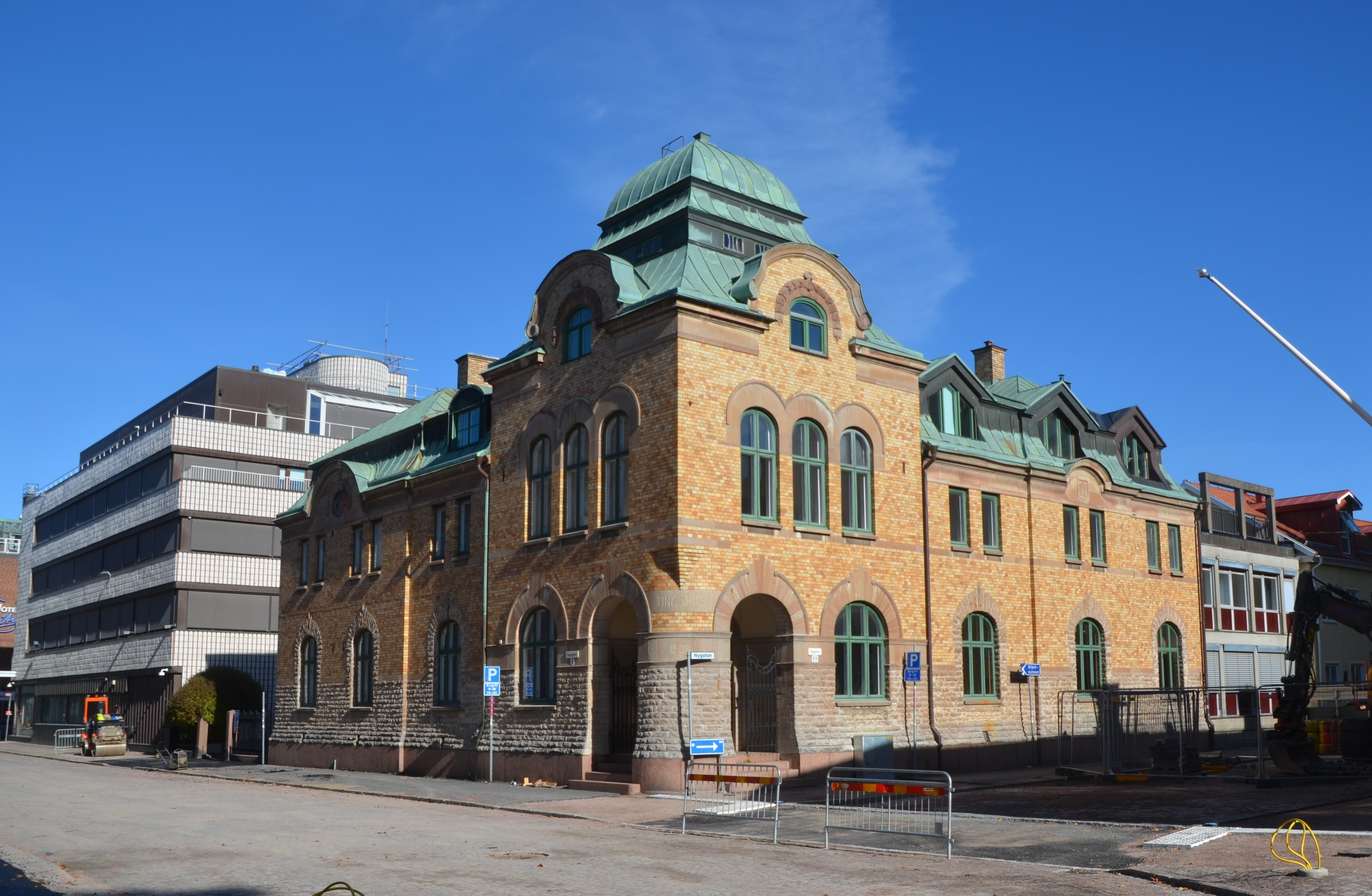
Tveta, Vista och Mo domsagas tingshus, 2024

Tveta, Vista och Mo domsagas tingshus är ett tidigare tingshus på Väster i Jönköping.
Tveta, Vista och Mo domsagas tingslag bildades 1891. Det hade från 1908 sitt tingshus i hörnet av Kapellgatan 5 och Nygatan, som ritades av Lars Kellman.
Tingshuset har 2 1/2 våningar med fasader av gult skrombergategel i flera skiftningar. Sockeln är av röd natursten och ljus, råhuggen natursten täcker halva bottenvåningen och de rundbågiga fönstren. Listverken är av slät röd natursten. Byggnaden har ett valmat säteritak klätt med kopparplåt. Hörnpartiet är utformat som ett lågt torn och har en tornhuv. 